# Margaret Murphy O’Mahony

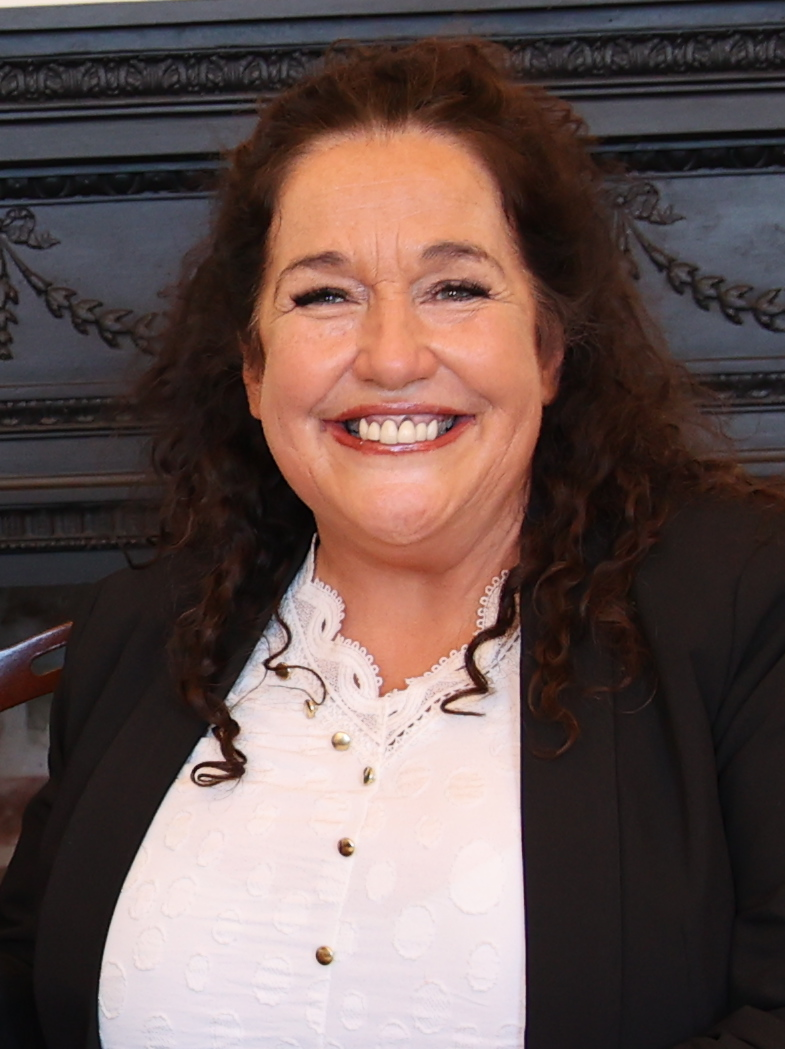
Margaret Murphy O’Mahony (2025)

Margaret Murphy O’Mahony (als Margaret Murphy; * 7. Oktober 1969 in Cork) ist eine irische Politikerin (Fianna Fáil). Von 2016 bis 2020 war sie Teachta Dála (Abgeordnete) im Dáil Éireann, dem Unterhaus des Oireachtas. Seit Januar 2025 ist sie Mitglied im Seanad Éireann.

## Leben
Margaret Murphy O’Mahony arbeitet als Therapeutin mit behinderten Menschen.
2004 und 2009 wurde sie in den Town Council von Bandon gewählt. Dort war sie auch 2004 Mayor (Bürgermeisterin).
2014 bis 2016 war sie Mitglied im Cork County Council. Bei den Wahlen zum Dáil Éireann 2016 trat sie für die Fianna Fáil im Wahlkreis Cork South-West an und wurde gewählt. Diesen Sitz verlor sie jedoch schon 2024 wieder. Im Januar 2025 wurde sie dann auf der Arbeitnehmerliste in den Seanad Éireann gewählt.

## Privates
Margaret Murphy O’Mahony ist mit Paddy O’Mahony verheiratet und hat mit ihm zwei Kinder.